# Alexander Soros

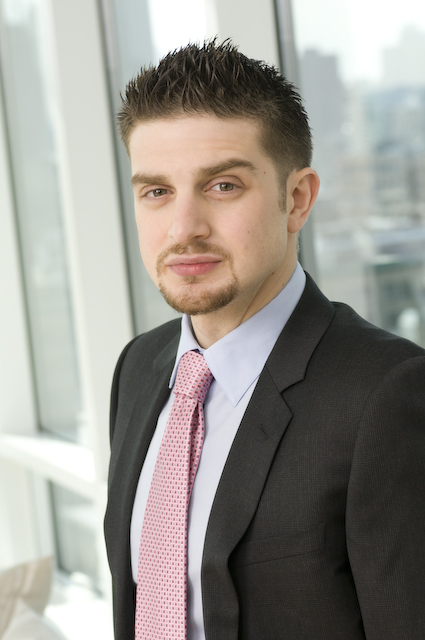
Alexander Soros em 2012

Alexander Soros (Nova Iorque, 27 de outubro de 1985) é um filantropo americano. Um dos filhos do bilionário George Soros, ele é presidente da Open Society Foundations e um dos Jovens Líderes Globais do Fórum Econômico Mundial de 2018.

## Filantropia
É filho do bilionário George Soros e Susan Weber Soros. Ele foi criado em Katonah, Nova Iorque e tem um irmão mais novo, Gregory. Alex estudou em King Low Heywood Thomas em Stamford, Connecticut. Ele se formou na Universidade de Nova Iorque em 2009, e em 2018 se formou com um PhD em história pela Universidade da Califórnia em Berkeley.
Estabeleceu-se como filantropo com sua primeira grande contribuição para o Jewish Funds for Justice.

### Fundação Alexandre Soros
Em 2012, criou a Fundação Alexander Soros, que se dedica a promover a justiça social e os direitos humanos. Entre os beneficiários iniciais da fundação estão Bend the Arc, a Aliança Nacional dos Trabalhadores Domésticos, que representa os direitos de 2,5 milhões de trabalhadoras domésticas nos EUA, e Make the Road New York, que constrói o poder das comunidades latinas e da classe trabalhadora para alcançar dignidade e justiça.
Juntamente com a Fundação Ford e a Open Society Foundations, a Alexander Soros Foundation financiou o primeiro estudo estatístico nacional sobre trabalhadores domésticos ("Economia doméstica: o mundo invisível e não regulamentado do trabalho doméstico", lançado em 26 de novembro de 2012).

#### Prêmios da fundação
- Em julho de 2012, a Fundação Alexander Soros entregou seu primeiro Prêmio ASF de Ativismo Ambiental e de Direitos Humanos ao ativista liberiano Silas Siakor.[7]
- Em 2013, o prêmio foi para Chut Wutty, o ativista cambojano que morreu defendendo a floresta de Prey Lang.[8]
- Em 2014, o prêmio foi concedido postumamente a Edwin Chota, Jorge Ríos Pérez, Leoncio Quincima Meléndez e Francisco Pinedo — um grupo de líderes indígenas do Peru que foram assassinados por causa de seu trabalho tentando acabar com a extração ilegal de madeira em sua comunidade na floresta tropical do Peru.[9]
- Em 2015, o prêmio foi para Alphonse Muhindo Valivambene e Bantu Lukambo por sua dedicação na defesa do Parque Nacional de Virunga contra interesses corruptos que tentam abrir o parque para perfuração ilegal de petróleo e caça furtiva.
- Em 2016, o prêmio foi para Paul Pavol, um morador de Papua Nova Guiné que se manifesta contra a apropriação da floresta tropical em seu distrito natal de Pomio pelo conglomerado madeireiro malaio Rimbunan Hijau.
- Em 2017, Antônia Melo da Silva, uma ativista ambiental brasileira de longa data, recebeu o Prêmio da Fundação Alexander Soros de Ativismo Ambiental e de Direitos Humanos por seu papel inspirador na liderança de campanhas para impedir a construção da hidrelétrica de Belo Monte e outros projetos de infraestrutura prejudiciais na floresta amazônica.[10]

## Outras atividades
É creditado como produtor de vários filmes, incluindo Trial by Fire e The Kleptocrats.

## Publicações
Em 2014, contribuiu com um ensaio para o livro God, Faith and Identity from the Ashes: Reflections of Children and Netos of Holocaust Survivors.
Sua opinião é publicada em vários jornais e revistaː The Guardian, Politico, Miami Herald, Sun Sentinel e The Forward.

## Vida pessoal
Tem casas em North Berkeley, Lower Manhattan e South Kensington, Londres.
Seu pai o bilionário e filantropo americano George Soros, está em processo de transferir "seu império", o controle da Open Society Foundations (OSF) para Alex, que deseja, em particular, combater o possível retorno de Donald Trump ao poder, segundo o jornal The Wall Street Journal (WSJ).